# Ceanothus ophiochilus
Ceanothus ophiochilus là một loài thực vật có hoa trong họ Táo. Loài này được S.Boyd, T.Ross & Arnseth mô tả khoa học đầu tiên năm 1991.

## Hình ảnh

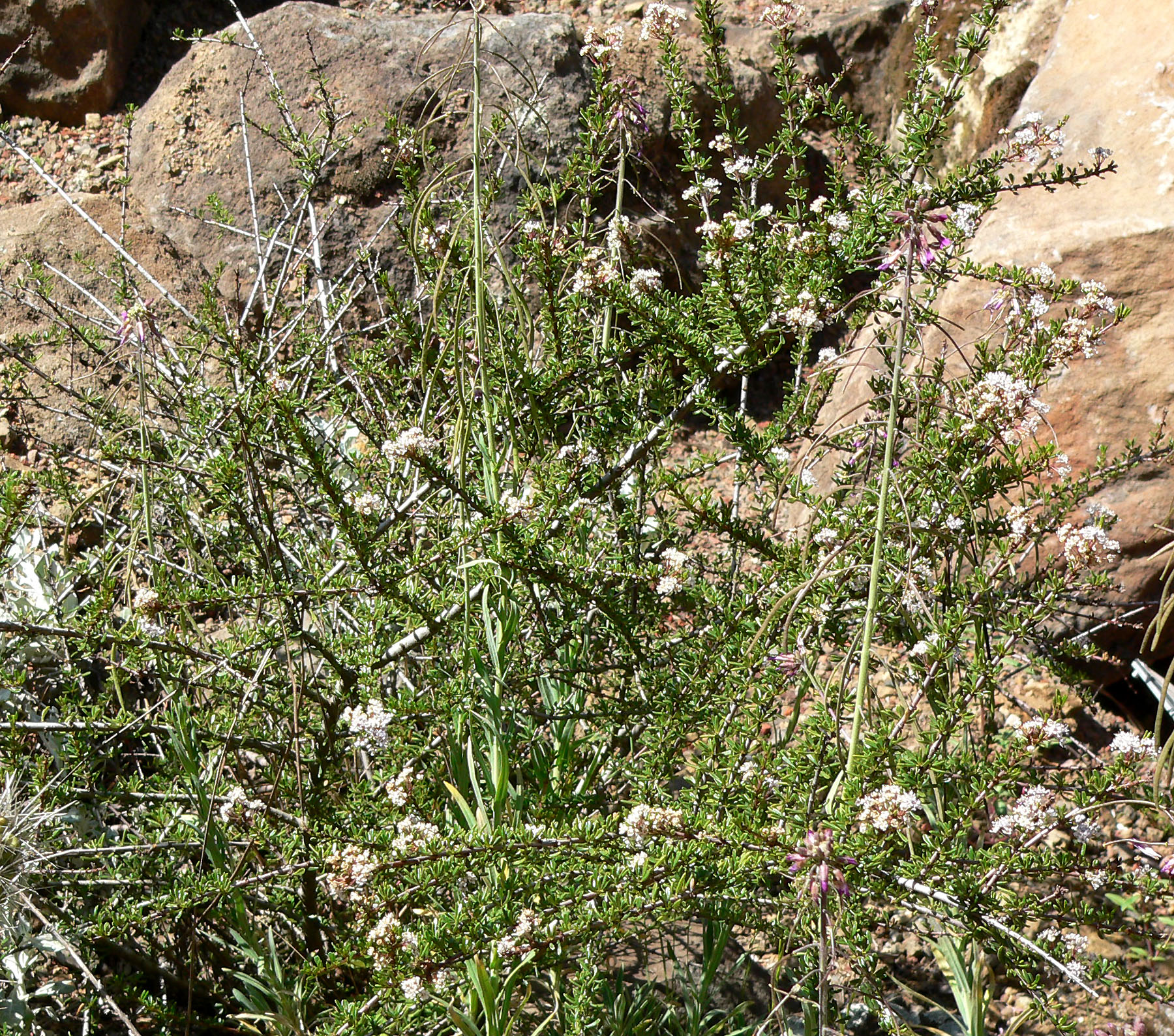
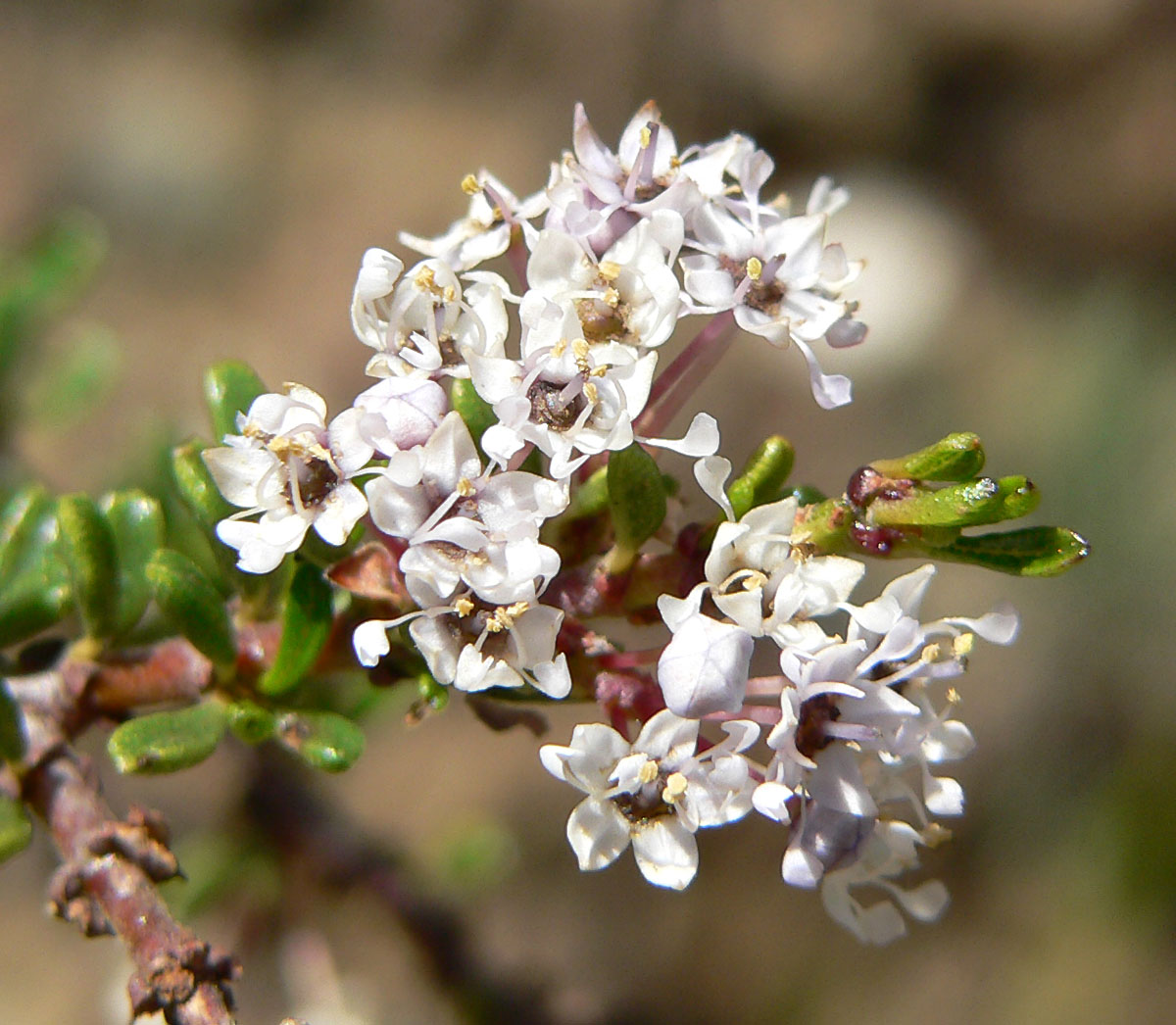
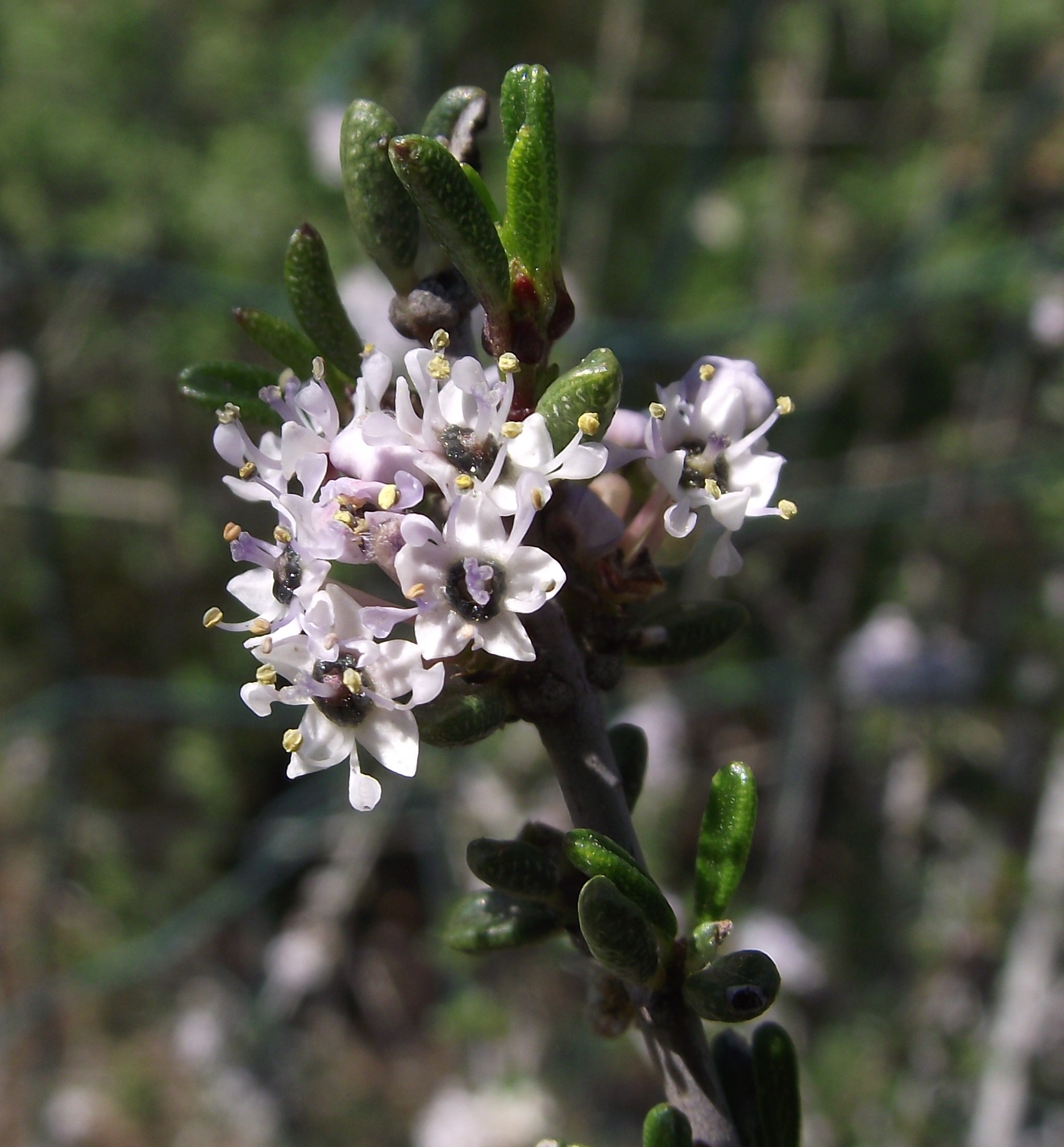
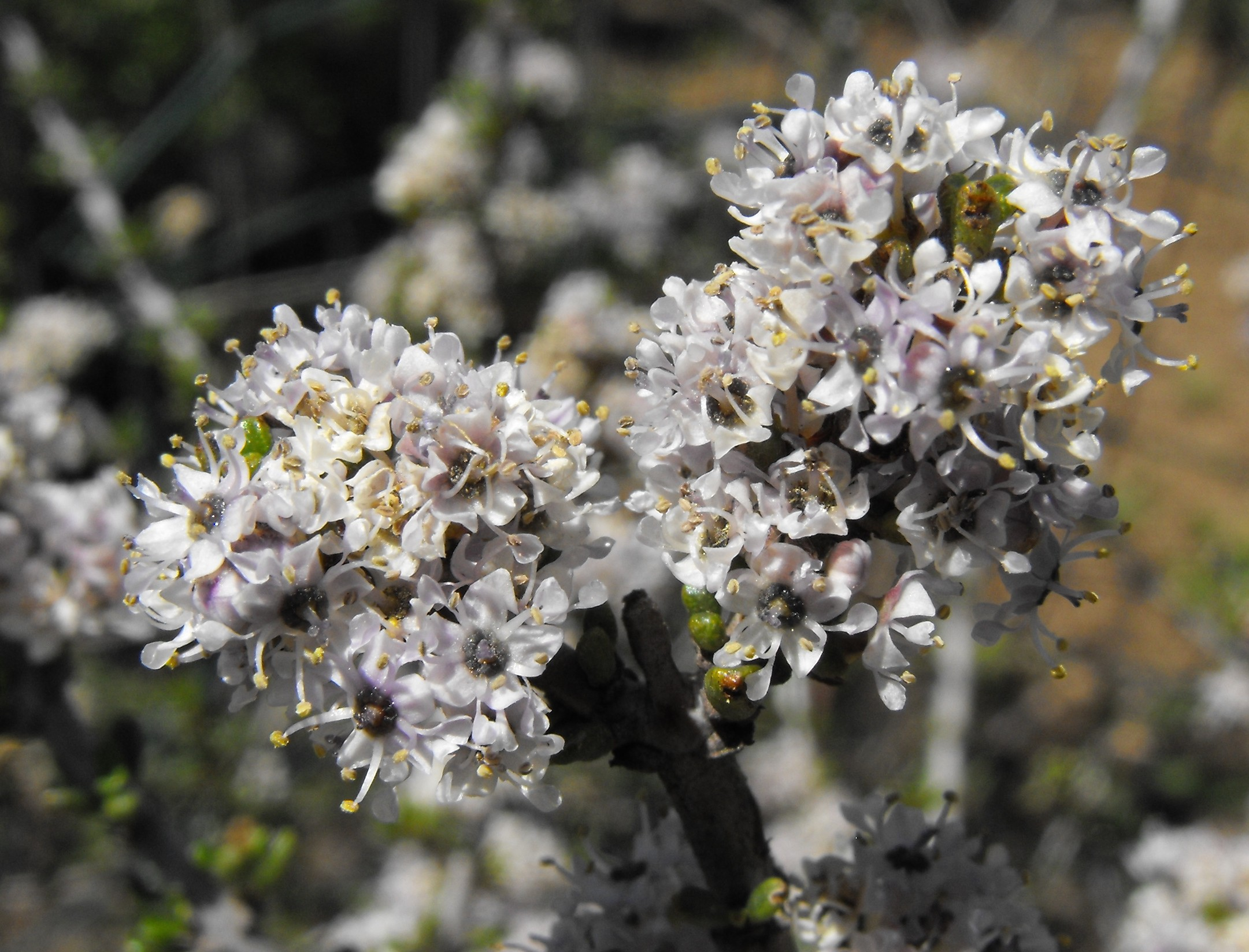